# Палаццо Ланчеллотти
Пала́ццо Ланчелло́тти (итал. Palazzo Lancellotti) — палаццо (дворец) в Риме, расположенный на Виа деи Коронари, в рионе (районе) Понте. До настоящего времени принадлежит аристократической семье Ланчеллотти. Полностью он именуется «Palazzo Lancellotti ai Coronari» в отличие от не менее известного «Palazzo Lancellotti a Piazza Navona» (Палаццо Ланчеллотти на Пьяцца Навона).

## История
Строительство здания началось в 1591 году Франческо де Вольтеррой по распоряжению кардинала Шипионе Ланчеллотти; работы были завершены под руководством кардинала Орацио Ланчеллотти архитектором Карло Мадерной в 1610 году. Дворец представляет собой простое здание с фасадом в три этажа и девятью окнами. На первом этаже имеется портал работы Доменикино и четыре двери по сторонам, ранее использовавшимися для лошадей, отсюда название главного зала на первом этаже дворца. В настоящее время здание значительно перестроено для размещения нескольких частных квартир.
Фрески дворца были написаны под руководством живописца Агостино Тасси. Самая известная комната, расписанная им, — это «Зал конюхов» (Sala dei Palafrenieri), характерный пример архитектурной квадратуры. 20 сентября 1870 года принц Ланчелотти в знак протеста против «итальянской агрессии Папской области» закрыл ворота своего дворца и приказал выбить красным цветом инициалы V. V. Е. на левой колонке входа (Viva Vittorio Emanuele — Да здравствует король Виктор Эммануил). Эта надпись заметна до сих пор.

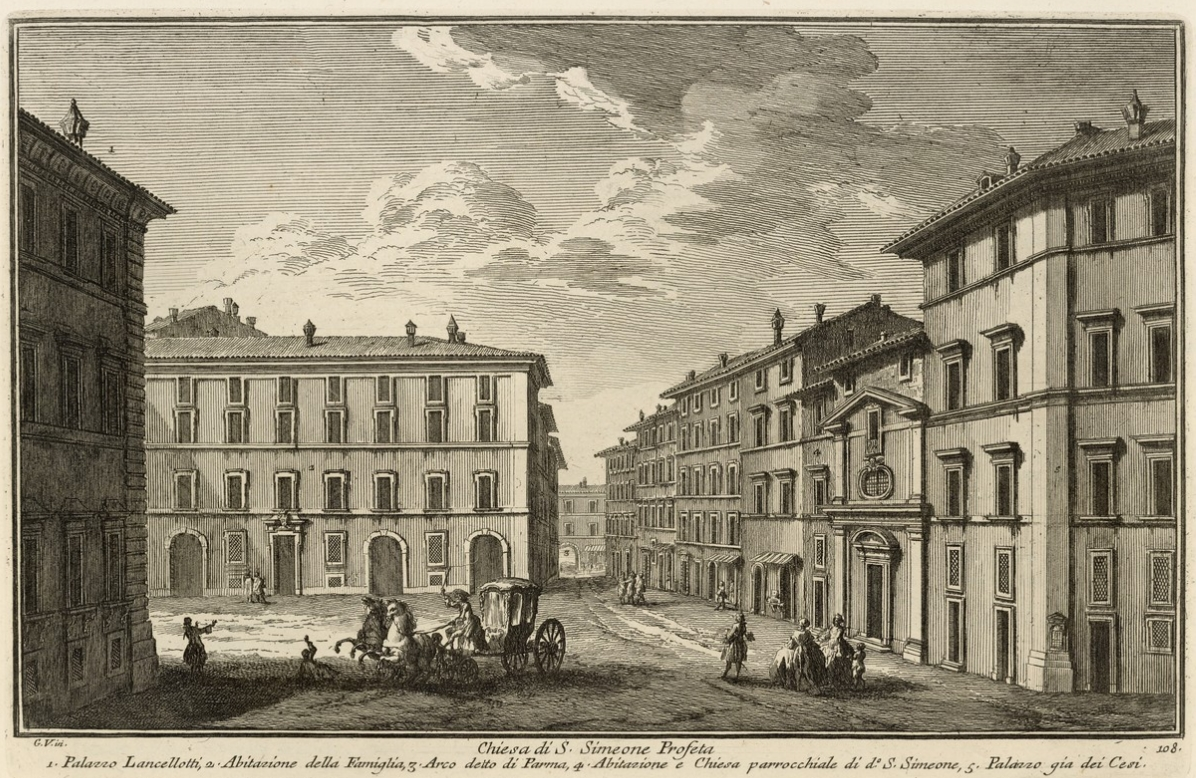
Дж. Вази. Площадь Сан-Симеоне в Риме. 1756. Офорт
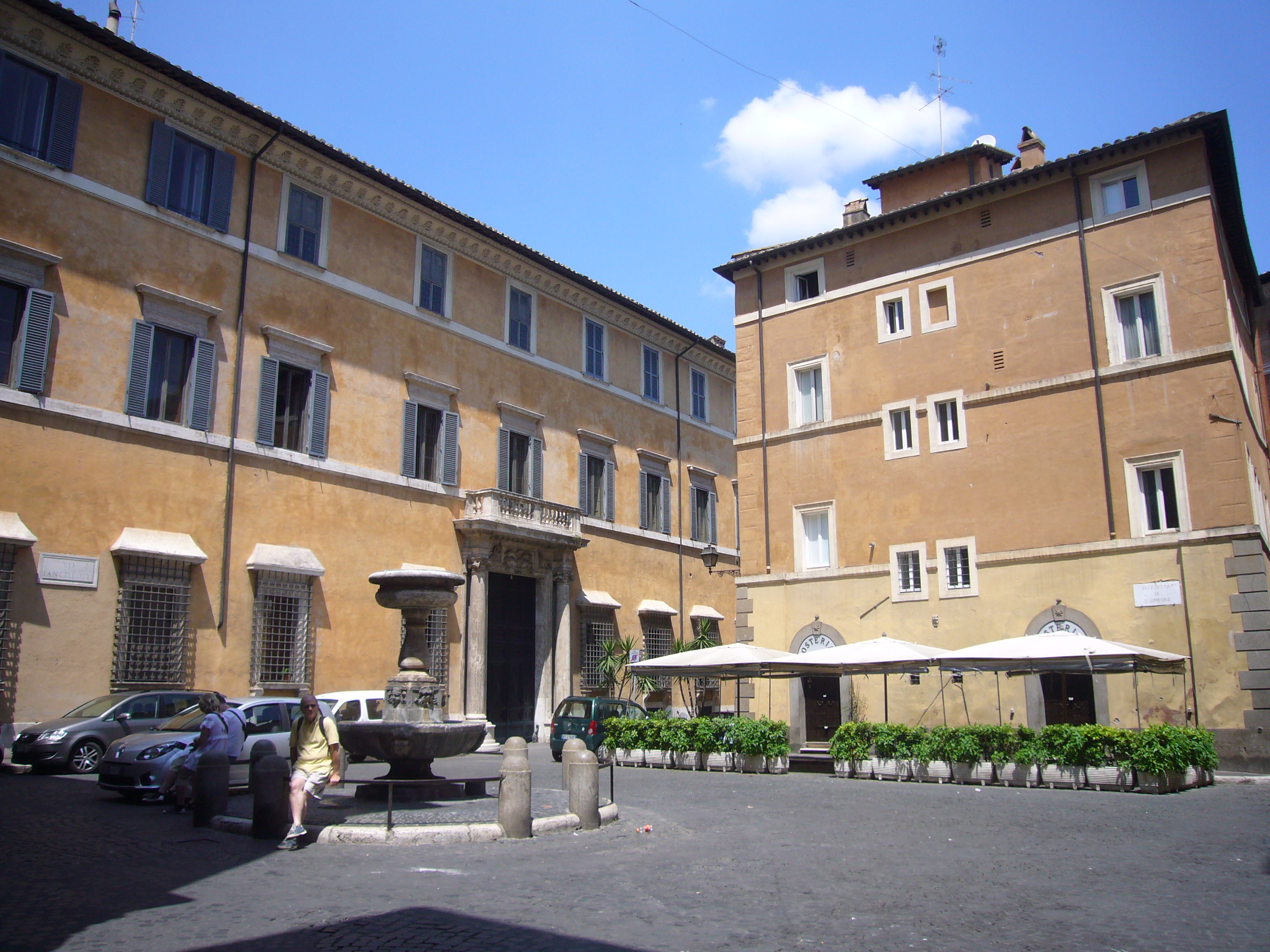
Палаццо Ланчеллотти. Современный вид с площади Сан-Симеоне
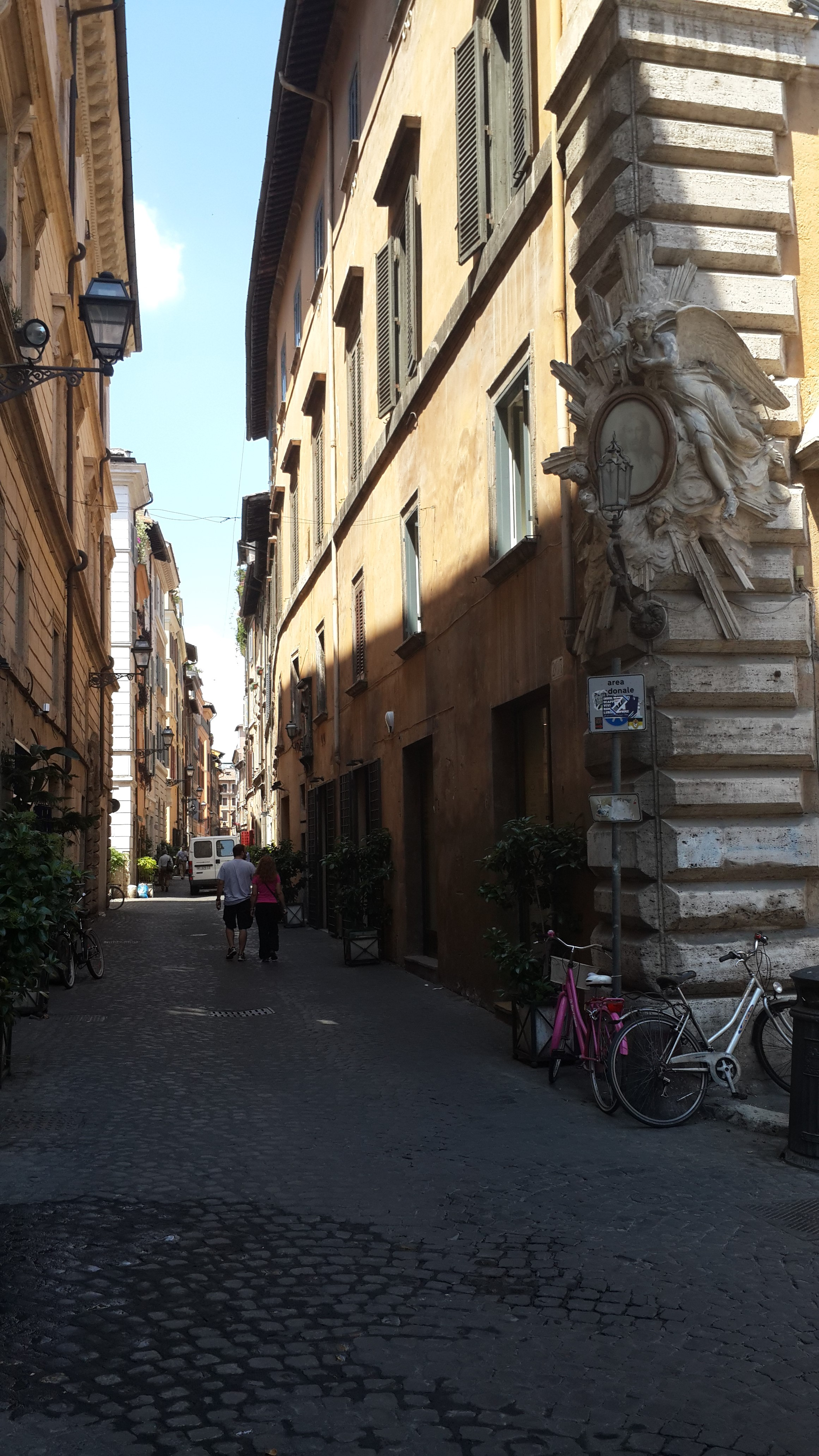
Виа дей Коронари
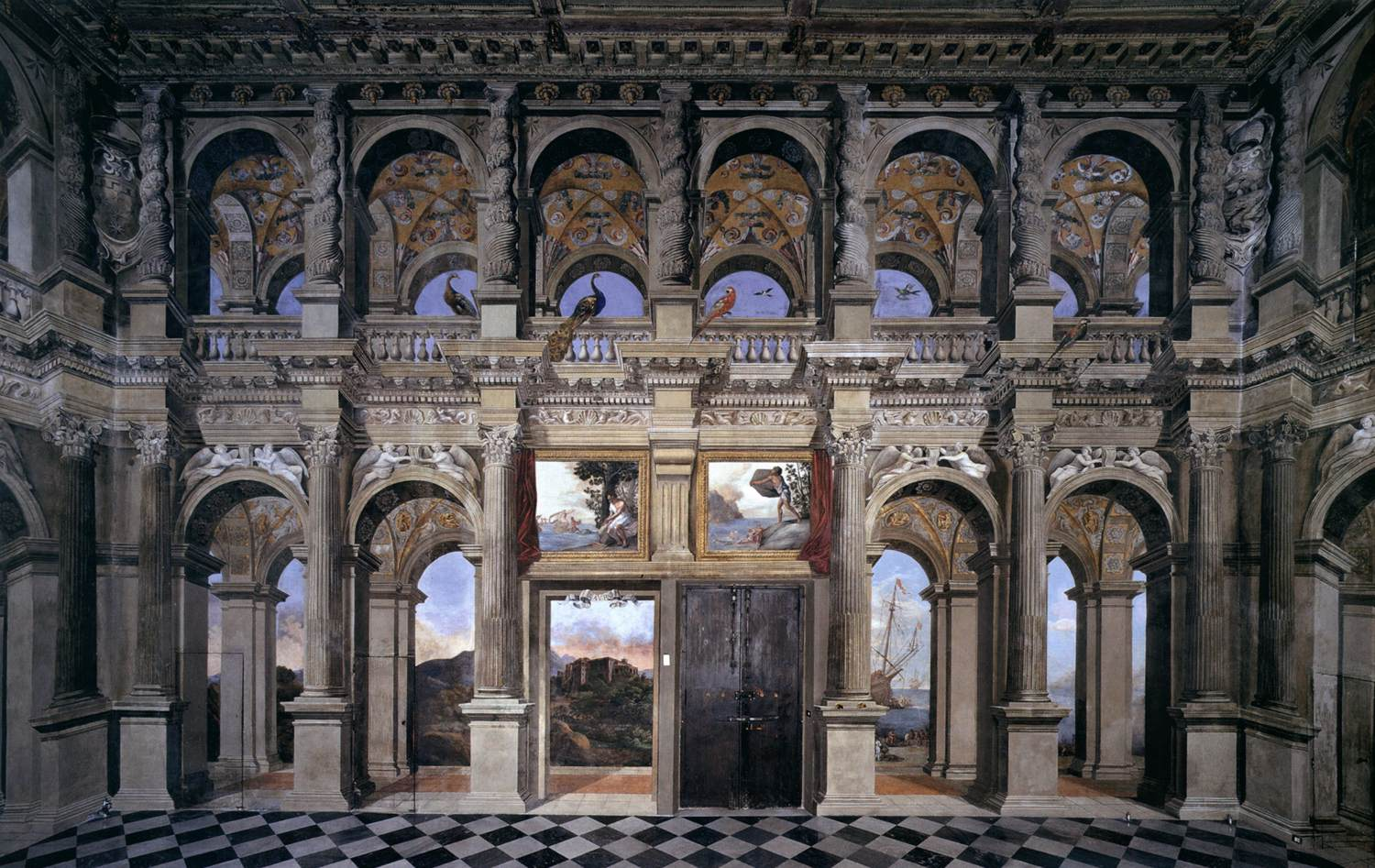
А. Тасси. Фрески Зала конюхов